# Fußballauswahl der Isle of Man
Die Fußballauswahl der Isle of Man ist die Fußballauswahl der dem britischen Kronbesitz zugehörenden Isle of Man. Sie wird durch die „Isle of Man Football Association“ (Isle of Man F.A.) kontrolliert.
Die Isle of Man ist kein Mitglied der FIFA und der UEFA. Sie bestreitet Spiele gegen andere Nicht-FIFA-Mitglieder.
Die Mannschaft spielt regelmäßig beim Celtic Nations Cup gegen semi-professionelle Teams aus Irland, Nordirland und Schottland. Sie gewann 2000 das Turnier als einzige reine Amateurmannschaft (die anderen Mannschaften traten mit halbprofessionellen Spielern an). Außerdem spielt die Isle of Man beim Steam Packet Football Festival mit, wo sie gegen Teams aus den unteren Divisionen der Football League antritt. Bei den Island Games wurde 1993, 1999 und 2003 jeweils der zweite Platz belegt.
In der Saison 2005/06 gewann die Isle Of Man den FA National League System Cup, ein Turnier für englische Amateurmannschaften. Der Sieger ist in der darauffolgenden Saison im UEFA Regions Cup startberechtigt. 2006/07 war dies die Mannschaft der Isle of Man.